# Cigaritis paucimaculata
Cigaritis paucimaculata är en fjärilsart som beskrevs av Charles Oberthür 1915. Cigaritis paucimaculata ingår i släktet Cigaritis och familjen juvelvingar. Inga underarter finns listade i Catalogue of Life.